# Andreas Kundler
Jenö Carl Andreas Kundler, född 10 december 1970 i Hässelby, Stockholm, är en svensk skådespelare.

## Biografi
Kundler studerade vid Teaterhögskolan i Malmö 1994–1997. Efter examen ingick han under åtta år i Unga Klaras ensemble där han medverkade i flera av Suzanne Ostens produktioner, exempelvis Flickan, mamman och soporna, Besvärliga människor och Det allra viktigaste. Han författade och medverkade också i den egna pjäsen JB. Han har från 1997 även varit engagerad vid Stockholms Stadsteater och där gjort roller som Aramis i musikalen De tre musketörerna, Orestes i Orestien, Carl-Magnus i musikalen Sommarnattens leende, Tesman i Hedda Gabler och Jean-Paul Marat i Mordet på Marat.
Han debuterade i film- och TV-sammanhang 2001 i Ostens Besvärliga människor. Han har därefter medverkat i ett flertal filmer och TV-serier, däribland Dubbelliv (2010–2012), Call Girl (2012), Återträffen (2013) och Gentlemen (2014).

## Filmografi
- 2001 – Besvärliga människor
- 2002 – Beck – Annonsmannen
- 2003 – Berglunds begravningar (TV-serie)
- 2003 – Dom stod och dog
- 2005 – Lasermannen (TV-serie)
- 2006 – Vinnarskallar (TV-serie)
- 2007 – Lögnens pris (TV-serie)
- 2009 – Because the Night
- 2009 – Oskyldigt dömd (TV-serie)
- 2010–2012 – Dubbelliv (TV-serie)
- 2010 – Morden i Sandhamn (TV-serie)
- 2012 – Call Girl
- 2013 – Återträffen
- 2014 – LasseMajas detektivbyrå – Stella Nostra
- 2014 – Gentlemen
- 2015 – Svenskjävel
- 2015 – Gåsmamman (TV-serie)
- 2016 – Gentlemen & Gangsters (TV-serie)
- 2016 – Flickan, mamman och demonerna
- 2016 – Sameblod
- 2018 – Gräns
- 2023 – Händelser vid vatten (TV-serie)
- 2025 – Trolösa (TV-serie)

## Teater

### Roller (ej komplett)
| År   | Roll                      | Produktion                                                                    | Regi                 | Teater                                           |
| ---- | ------------------------- | ----------------------------------------------------------------------------- | -------------------- | ------------------------------------------------ |
| 2000 | Sammy                     | Löparen Mattias Andersson                                                     | Mattias Andersson    | Stockholms stadsteater                           |
| 2004 | Tage                      | Sex, droger och våld Mattias Andersson                                        | Mattias Andersson    | Stockholms stadsteater                           |
| 2005 | Smith, polis              | Tolvskillingsoperan (Die Dreigroschenoper) Bertolt Brecht och Kurt Weill      | Lars Rudolfsson      | Stockholms stadsteater                           |
| 2006 | Lysander                  | En midsommarnattsdröm (A Midsummer Night's Dream) William Shakespeare         | Alexander Mørk-Eidem | Stockholms stadsteater                           |
| 2009 | Aramis                    | De tre musketörerna Alexander Mørk-Eidem                                      | Alexander Mørk-Eidem | Stockholms stadsteater                           |
| 2010 | Greve Carl-Magnus Malcolm | Sommarnattens leende (A Little Night Music) Stephen Sondheim och Hugh Wheeler | Tobias Theorell      | Stockholms stadsteater                           |
| 2010 | Marinelli                 | Emilia Galotti Gotthold Ephraim Lessing                                       | Tobias Theorell      | Stockholms stadsteater                           |
| 2011 | Orestes                   | Orestien (Ὀρέστεια, Oresteia) Ted Hughes                                      | Tobias Theorell      | Stockholms stadsteater                           |
| 2012 | Aramis                    | De tre musketörerna Alexander Mørk-Eidem                                      | Alexander Mørk-Eidem | Stockholms stadsteater                           |
| 2017 |                           | Århundradets kärlekskrig Ebba Witt-Brattström                                 | Nora Nilsson         | Kulturhuset Stadsteatern                         |
| 2018 |                           | Ilya Lars Rudolfsson                                                          | Lars Rudolfsson      | Kulturhuset Stadsteatern                         |
| 2019 | Classe                    | Tiggarna Mia Törnqvist                                                        | Annika Hallin        | Kulturhuset Stadsteatern/ Teater Giljotin        |
| 2019 | Pastor Parris             | Häxjakten (The Crucible) Arthur Miller                                        | Alexander Mørk-Eidem | Kulturhuset Stadsteatern                         |
| 2020 |                           | Katt på hett plåttak (Cat on a Hot Tin Roof) Tennessee Williams               | Stefan Larsson       | Kulturhuset Stadsteatern/ Dramaten/ Maximteatern |
| 2022 | Marcus                    | Älskling är jag hemma (Home, I'm Darling) Laura Wade                          | Maria Blom           | Kulturhuset Stadsteatern                         |
| 2022 |                           | Temps mort Lars Norén                                                         | Suzanne Osten        | Kulturhuset Stadsteatern                         |
| 2023 | Erik                      | Tiden är vårt hem Lars Norén                                                  | Eirik Stubø          | Kulturhuset Stadsteatern                         |
| 2024 | Kristoffer                | Härlig är jorden Viktor Tjerneld                                              | Viktor Tjerneld      | Kulturhuset Stadsteatern                         |

### Regi (ej komplett)
| År   | Produktion         | Upphovsmän                       | Teater                   |
| ---- | ------------------ | -------------------------------- | ------------------------ |
| 2007 | Jorden är min filt | Sofia Fredén                     | Stockholms stadsteater   |
| 2018 | Öppna era hjärtan  | Amanda Glans                     | Kulturhuset Stadsteatern |
| 2022 | Var är Olle?       | Amanda Glans och Andreas Kundler | Kulturhuset Stadsteatern |